# King (gioco)
Il king è un gioco di carte per quattro giocatori, da giocarsi con un mazzo di carte francesi senza jolly (52 carte).
Per taluni aspetti si avvicina al whist e per altri al bridge.
Purtroppo non si hanno abbastanza informazioni per sapere chi è l'inventore di king, appunto per questo il gioco stesso ha moltissime varianti e questa citata qui sotto è quella più attendibile, nonostante ciò è possibile che altrove potrai giocare ad un derivato molto diverso da questo.

## Regole generali del gioco
Il gioco si articola in tredici mani o smazzate, delle quali sette comportano penalità, cinque un guadagno positivo ed una entrambe le cose (smazzata del Domino).
Ogni smazzata si svolge dunque con obiettivi diversi.
Esistono Regole permanenti e Regole di mano attinenti all'obiettivo di ogni specifica smazzata.
Concorrono a determinare il punteggio, oltre ai punti delle smazzate, anche penalità di entità variabile, comminate a chi non rispetti le regole permanenti o le regole di mano.
Nella variante base ogni giocatore gioca per sé. Vince la partita il giocatore che, dopo le tredici mani, avrà il punteggio più alto. A fine partita, la somma algebrica dei punteggi dei quattro giocatori deve corrispondere a 0 (zero); questa somma viene eseguita, al termine, per verifica.
Il punteggio a somma zero rende il king particolarmente adatto alle puntate in denaro. Dando un valore monetario ad ogni punto (ad es. 1 Euro), al termine della partita è facile calcolare vincite e perdite in denaro di ogni giocatore.

## Le tredici smazzate
| pos. | acronimo        | nome                                             | valore   | quantità | tipo             | note                               |
| ---- | --------------- | ------------------------------------------------ | -------- | -------- | ---------------- | ---------------------------------- |
| 1    | No K J          | (No Re e Fanti)                                  | -2       | 8        | mano negativa    | evitare la presa di K e J          |
| 2    | No Q            | (No Regine)                                      | -3       | 4        | mano negativa    | evitare la presa di Q              |
| 3    | No 8♦           | (No 8 di quadri)                                 | -8       | 1        | mano negativa    | evitare la presa dell'8 di quadri  |
| 4    | No K♥           | (No Re di cuori)                                 | -8 o -13 | 1        | mano negativa    | evitare la presa del K di cuori    |
| 5    | No ♥            | (No cuori)                                       | -1       | 13       | mano negativa    | evitare la presa di carte di cuori |
| 6    | No U2           | (No ultime 2)                                    | -4       | 2        | mano negativa    | evitare le ultime due prese        |
| 7    | Mis (oppure -P) | (Misère, anche detta 'Meno Prese')               | -1       | 13       | mano negativa    | evitare le prese                   |
| 8    | Dom             | (Domino)                                         | ±1       | 52       | mano ambivalente | è una smazzata atipica             |
| 9    | I D             | (Dichiarazione)                                  | +1       | 13       | mano positiva    | tentare di accaparrarsi più prese  |
| 10   | II D            | (Dichiarazione)                                  | +1       | 13       | mano positiva    | tentare di accaparrarsi più prese  |
| 11   | III D           | (Dichiarazione)                                  | +1       | 13       | mano positiva    | tentare di accaparrarsi più prese  |
| 12   | IV D            | (Dichiarazione)                                  | +1       | 13       | mano positiva    | tentare di accaparrarsi più prese  |
| 13   | SA (oppure +P)  | (Sans Atout, anche detta 'Più Prese' o 'Libera') | +2       | 13       | mano positiva    | tentare di accaparrarsi più prese  |

Prima di giocare viene redatto un prospetto segnapunti diviso in 13 righe (recanti l'acronimo delle smazzate) e 4 colonne (con i nomi dei giocatori).

## Regole permanenti
Le regole che valgono durante tutte le mani, fatta eccezione per la smazzata del Domino, sono:
- Il mazziere, dopo aver fatto tagliare il mazzo dal giocatore alla propria sinistra, distribuisce in senso antiorario tredici carte per giocatore esaurendo il mazzo;
- il giocatore alla destra del mazziere gioca per primo una carta;
- durante la smazzata, ogni giocatore muove una carta alla volta e la presa si completa quando ognuno dei quattro giocatori ha fornito la propria;
- gli altri sono tenuti tassativamente a rispondere con una carta dello stesso seme di quella giocata; solo qualora ne siano sprovvisti è consentito il taglio, o rifiuto, cioè lo scarto di una qualsiasi carta di altro seme;
- la carta più alta prende, a patto che il seme corrisponda a quella del giocatore che ha iniziato la presa (la scala dalla più forte è Asso, Re, Regina, Fante, 10, 9, 8, 7, 6, 5, 4, 3 e 2);
- riprende il gioco colui che conquista la presa. Le 4 carte in tavola vengono messe da parte e se ne giocano altre 4, sino all'esaurimento delle tredici prese;
- nuovo mazziere sarà il giocatore alla destra del precedente.

## Regole di mano
Pur restando valide le Regole permanenti, queste regole aggiuntive variano ad ogni smazzata. Le regole sono strettamente inerenti all'obiettivo della mano che si sta giocando. Queste sono:
- No K J e No Q
  - È vietato tagliare con una carta penalizzante (in questi casi rispettivamente K e J oppure Q) durante la prima mano. Questo divieto può essere applicato o meno in base al consenso dei giocatori.
- No K♥ e No 8♦
  - È vietato tagliare con la carta penalizzante durante la prima mano. Questo divieto può essere applicato o meno in base al consenso dei giocatori.
  - Non è possibile battere (giocare) il seme della carta penalizzante fino a quando non vi sia stato un taglio con questo seme o fino a quando il giocatore che ha effettuato l'ultima presa non abbia in mano solamente carte di cuori/carte di quadri.
- No♥
  - Non si può battere il seme penalizzante (in questo caso cuori) prima che vi sia stato un taglio con questo seme.
  - È vietato tagliare con una carta di cuori durante la prima mano, a meno di non essere costretti (avendo 13 carte di cuori). Questo divieto può essere applicato o meno in base al consenso dei giocatori.
  - Varianti: se si riescono a prendere tutte e tredici le carte di cuori si realizza un cappotto e si ottengono +14 punti e si assegnano -9 ai 3 giocatori perdenti, altre varianti prevedono solo l'assegnazione di +13 punti e 0 agli altri 3 oppure -13 (non conta positivo prendere tutti cuori); lo stesso vale per la mano "misère".
- Domino - la mano atipica
  - Apre il gioco colui che ha in mano il 7♦, ponendolo scoperto sul tavolo. In altre varianti il giocatore alla destra del mazziere mette in tavola un 7 di qualsiasi seme, qualora ne sia sprovvisto dovrà passare la mano al giocatore successivo finché non sarà il turno di un giocatore che abbia in mano almeno un 7;
  - il giocatore alla sua destra potrà nel suo turno attaccare una propria carta in tavola, che può essere:
    - un 7 (che collocherà vicino al 7♦)
    - una carta numericamente precedente o successiva, e dello stesso seme, di quelle presenti in tavola (se ad esempio è presente in tavola il 7 ♦, i giocatori seguenti potranno attaccare al 7 ♦ il 6 ♦ o l'8 ♦ e così via fino ad arrivare a Re ed Asso (l'Asso va attaccato al 2)

  - Quando il giocatore ha attaccato una carta, lascia la mano al giocatore alla sua destra; chi non dispone di 7 o di carte da aggiungere a quelle in tavola dovrà passare; è vietato passare quando si hanno carte da giocare.
  - Il primo giocatore che finisce le carte in mano chiude (e vince la mano)
    - (variante: se non si tratta dell'ultimo di mano, gli altri giocatori possono giocare ancora una carta in modo da concludere il giro e possono dunque esservi più vincitori)

  - Ogni carta rimasta in mano si paga (-1); il vincitore invece guadagna tanti punti positivi quanti sono quelli pagati da chi ha perso. (variante: con più vincitori i punti si dividono)
  - Alcuni contemplano la seguente possibilità: se un giocatore, al momento di ricevere le proprie 13 carte, segnala di avere 4 "estremi" (4 carte tra Assi e Re), costui può richiedere facoltativamente la ripetizione della distribuzione delle carte, fino a quando non si verificherà più tale condizione.
- Le quattro dichiarazioni
  - Le quattro smazzate si giocano come una sorta di Bridge semplificato; le 4 dichiarazioni (una a testa) si svolgono tutte quante nello stesso modo.
  - Il mazziere, analizzate le proprie carte, deve scegliere se:
    - eleggere un seme di atout[1]
    - dichiarare di voler giocare senza atout (questa variante può essere prevista o meno a seconda del previo consenso dei giocatori)
    - vendere la dichiarazione[2]

  - Il giocatore alla sua destra apre con la carta che preferisce ed il gioco si svolge secondo le Regole permanenti tenendo conto dell'eventuale presenza o assenza dell'atout.
  - Non si può giocare il seme di atout finché non via stato un taglio con una carta del seme dichiarato
  - Ogni presa realizzata nel gioco base vale 1 punto. (variante: dichiarando "al buio", ovvero scegliendo l'atout prima di vedere le carte, comporta che ogni presa del dichiarante valga 2 punti, mentre quelle degli altri 1 punto)
  - Esempio di vendita della dichiarazione (variante):
    - il mazziere dichiara: 'Vendo a uno' (o a due, tre, ecc.);
    - il giocatore alla sua destra e poi gli altri hanno il diritto a turno come in un'asta di comprare la dichiarazione scegliendo quindi un atout. In cambio concedono al mazziere una (o due, tre, ecc.) prese da pagare.
    - In presenza di più atout sul tavolo, si aggiudica la presa il giocatore che ha utilizzato l'atout più alto.
- La mano Sans Atout
  - L'ultima mano si svolge come le quattro precedenti, ma senza alcun seme di atout.
  - Ogni presa ha il valore di 2 punti per un totale di 26 punti in palio. Un vero e proprio power play che può ribaltare le sorti di una partita.

## Derivati
King dichiarato o a scelta : a turno, il mazziere in base all'analisi delle proprie carte decide quale mano giocare, scegliendo tra le prime otto e una mano di dichiarazione; la enuncia a tutti, la elimina dalla tabella delle tredici smazzate ed il primo di mano comincia a giocare. Terminate dodici smazzate (cioè tre scelte a testa), si gioca l'ultima SA.
Variante Pirandello: Il mazziere sceglie la smazzata da giocare e dichiara una carta precisa del mazzo (non in suo possesso); chi ha in mano quella carta è il suo compagno per quella specifica smazzata, mentre gli altri sono in coppia contro di loro.
Si noti che un solo giocatore dei quattro sa in partenza come sono formate le coppie e bisogna quindi giocare alla cieca. Alla fine della smazzata, i punteggi vengono divisi in parti uguali tra i componenti delle coppie.
Se ad esempio la coppia A e D ha scelto di giocare la mano '-P' ed al termine della smazzata hanno effettuato nove prese, mentre C e B ne hanno effettuato quattro, in classifica A e D otterranno -4,5 punti ciascuno, mentre C e B otterranno -2 punti ciascuno
Questa variante è stata inventata prendendo ispirazione dalla variante del tressette denominata Quadrilatero o Calabresella.
King con la 14esima: in questa modalità di gioco si aggiunge una quattordicesima mano per lo spareggio, giocata con le stesse regole di king; il giocatore al penultimo posto, a seconda dei punti, in base alle sue carte sceglierà una delle tredici smazzate che verrà ripetuta.
King a squadre: il giocatore gioca in coppia con la persona sedutagli di fronte. Si segue il tradizionale ordine delle tredici mani.
Il punteggio sarà dunque un punteggio di coppia e non più riferito al singolo giocatore: qualora ad esempio A e B giochino contro C e D e la mano di gioco sia ad esempio 'NO Q' e al termine della smazzata risulti che A e B abbiano collezionato tre Q mentre C e D una sola, il punteggio sarà così calcolato: (3-1)x3=6, dal punto di vista di A e B, essi otterranno -6 punti; dal punto di vista invece di C e D essi hanno ottenuto 6 punti di vantaggio sulla coppia avversaria A e B.
Ai fini del calcolo del punteggio si deve riportare il punto di vista di un'unica coppia (se ad esempio a tenere il punteggio è la coppia formata da A e B e risulta che essi conducono il gioco con +7 punti, specularmente significherà che la coppia C e D si trova a - 7 punti dagli avversari, anche se non viene riportato).
Se nella mano 'NO K♥' la coppia formata da A e B prende il K di cuori e tiene il punteggio, essa otterrà -8 punti; mentre se a tenere il punteggio è la coppia di C e D, quest'ultima otterrà 8 punti.
Se nella mano 'NO U2' la coppia A e B effettua l'ultima presa mentre C e D la penultima, la mano si concluderà in pareggio perché 4-4 = 0, quindi il punteggio della partita resterà invariato, come anche nei casi in cui nella mano 'NO Q' entrambe le coppie si aggiudichino due Q ciascuna (infatti 2x3-2x3 = 0) oppure nel caso in cui la mano giocata sia 'NO K J' e le coppie si aggiudichino quattro tra K e J ciascuna (infatti 4x2-4x2 = 0).
La mano del Domino nel King a squadre offre un bonus di +10 punti alla coppia che riesce a vincere la smazzata: se ad esempio A rimane senza carte e gioca in coppia con B cui sono rimaste due carte in mano, mentre a C e D sono rimaste complessivamente in mano sei carte, il punteggio sarà così calcolato: (6-2)+10 = 14 punti a favore di A e B, specularmente C e D otterranno invece -14 punti.
Nelle dichiarazioni il punteggio è così calcolato: se A e B effettuano dieci prese e C con D le restanti tre, allora la coppia A e B otterrà 10-3 = 7 punti, se invece a tenere il punteggio è la coppia C e D, questi ultimi ottengono -7 punti.
Nella mano Sans Atout, se A+B effettuano sei prese mentre C+D le restanti sette prese, il punteggio sarà il seguente: A+B ottiene (6-7)x2 = -2 punti, se invece a tenere il punteggio sono C+D questi ultimi ottengono +2 punti.
(variante: nelle dichiarazioni il compagno scende in tavola e si gioca col morto in stile bridge).
King a squadre dichiarato: per il punteggio valgono le medesime regole del king a squadre, si gioca in coppia insieme alla persona seduta di fronte ed è una variante del metodo della Scelta: infatti il mazziere offre due possibili opzioni al compagno, cui spetta la decisione finale sulla mano da giocare tra le due propostegli.
Tutte le tredici mani possono essere proposte a due a due ( ad esempio: 'NO K J' e '-P', oppure 'NO Q' e 'Dichiarazione, oppure ancora 'Dichiarazione di Cuori' e 'Dichiarazione di Quadri'), finché saranno giocate tutte e tredici e si decreterà la coppia vincitrice.
Se tra le opzioni proposte vi è una dichiarazione, il seme della dichiarazione può essere proposto al compagno soltanto se tra le mani rimaste da giocare risultino due o più dichiarazioni. Qualora invece il mazziere voglia proporre una dichiarazione e un'altra mano che non sia una dichiarazione, egli non potrà dirne il seme in fase di proposta ma soltanto quando il compagno avrà scelto effettivamente di giocare la mano. Oppure qualora sia rimasta una sola dichiarazione e il mazziere voglia proporla come opzione, egli dovrà proporre al compagno 'Dichiarazione' (senza specificare il seme) e un'altra mano alternativa, come ad esempio '+P', se il compagno sceglierà di giocare la dichiarazione allora il mazziere potrà dire il seme. Il seme della dichiarazione è arbitrario, quindi potranno verificarsi partite in cui un medesimo seme venga dichiarato più volte oppure nessuna.
Qualora il compagno del mazziere ritenga le due opzioni propostegli inadeguate, egli potrà 'uscire di terza' ossia rifiutare le due opzioni di mani propostegli e sceglierne egli stesso una terza qualunque tra quelle ancora disponibili, che a quel punto si dovrà giocare obbligatoriamente. Se ad esempio il mazziere propone 'NO K J' e '-P' e il suo compagno esce di terza con '+P', si dovrà obbligatoriamente giocare quest'ultima mano.
Se ad esempio A propone a B 'Dichiarazione' e 'NO Q', il compagno del mazziere può ascoltare il seme scelto per la dichiarazione ed eventualmente uscire di terza con una mano qualunque, che non potrà però essere un'altra dichiarazione a meno che non ne siano rimaste almeno due tra le smazzate ancora da giocare.
Il pericolo insito nell'uscita di terza è il raddoppiamento del punteggio nel caso di esito negativo della mano scelta: se ad esempio il compagno A del mazziere B esce di terza con una dichiarazione di quadri ma la coppia effettua soltanto cinque prese e gli avversari le restanti otto, A e B pagheranno: (5-8)X2= - 6 punti, anziché la canonica penalità che avrebbe dovuto essere pari a 5-8= - 3, se a tenere il punteggio sono C+D, questi ultimi ottengono quindi +6 punti sulla coppia A+B.
Se invece il compagno B del mazziere A esce di terza con 'NO K J' e raccolgono a fine smazzata quattro K e un J, mentre C e D raccolgono tre J, la penalità per A e B sarà la seguente: (3-5)x2x2= -8 punti anziché i canonici (3-5)x2 = -4 che avrebbero pagato in condizioni normali.
Nel caso invece in cui il compagno A del mazziere B esca di terza con la mano del Domino e la mano si chiuda a favore degli avversari C e D, i punti saranno così calcolati: se ad A e B sono complessivamente rimaste in mano cinque carte, D è rimasto senza carte mentre il compagno C ne ha una sola in mano, la coppia A e B pagherà (5-1)x2 +10 = 8+10 = 18 punti, anziché i canonici (5-1) + 10 = 14 che si sarebbero dovuti pagare in condizioni normali, specularmente C+D ottengono +18 punti.
Nel caso in cui l'uscita di terza abbia invece un esito positivo, i punti della smazzata verranno calcolati normalmente, senza raddoppiare alcunché.